# فرنسيسكو دي غاراي
فرنسيسكو دي غاراي (بالإسبانية: Francisco de Garay)‏ هو مستكشف وعسكري إسباني، ولد في 1475 في سبويرتا في إسبانيا، وتوفي في 1523 في مدينة مكسيكو في المكسيك.